# Лебечиха
Лебечиха — деревня в Сокольском районе Вологодской области.
Входит в состав Нестеровского сельского поселения, с точки зрения административно-территориального деления — в Нестеровский сельсовет.
Расстояние по автодороге до районного центра Сокола — 46 км, до центра муниципального образования Нестерова — 15 км. Ближайшие населённые пункты — Шилыково, Вахнево, Бурцево.
По переписи 2002 года население — 1 человек.